# Il Redentore

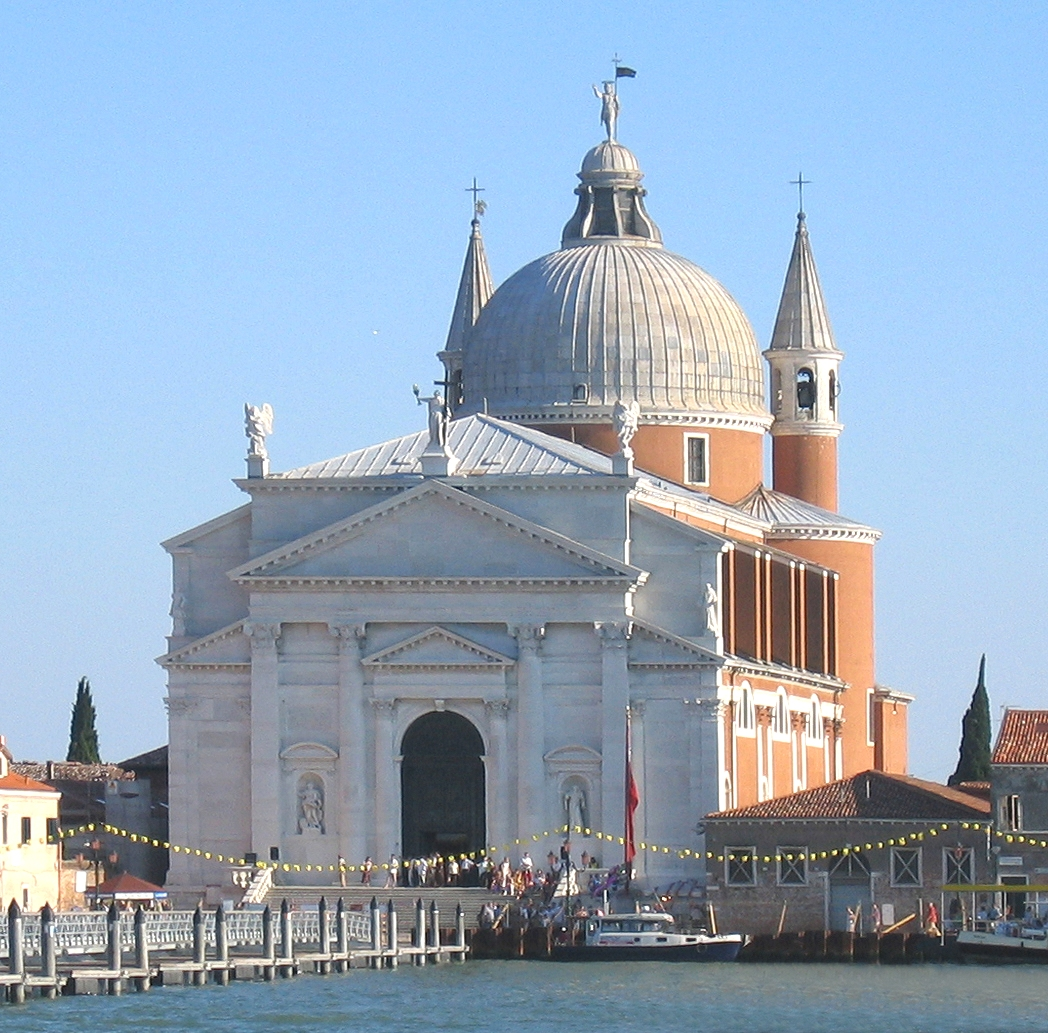
Il Redentore

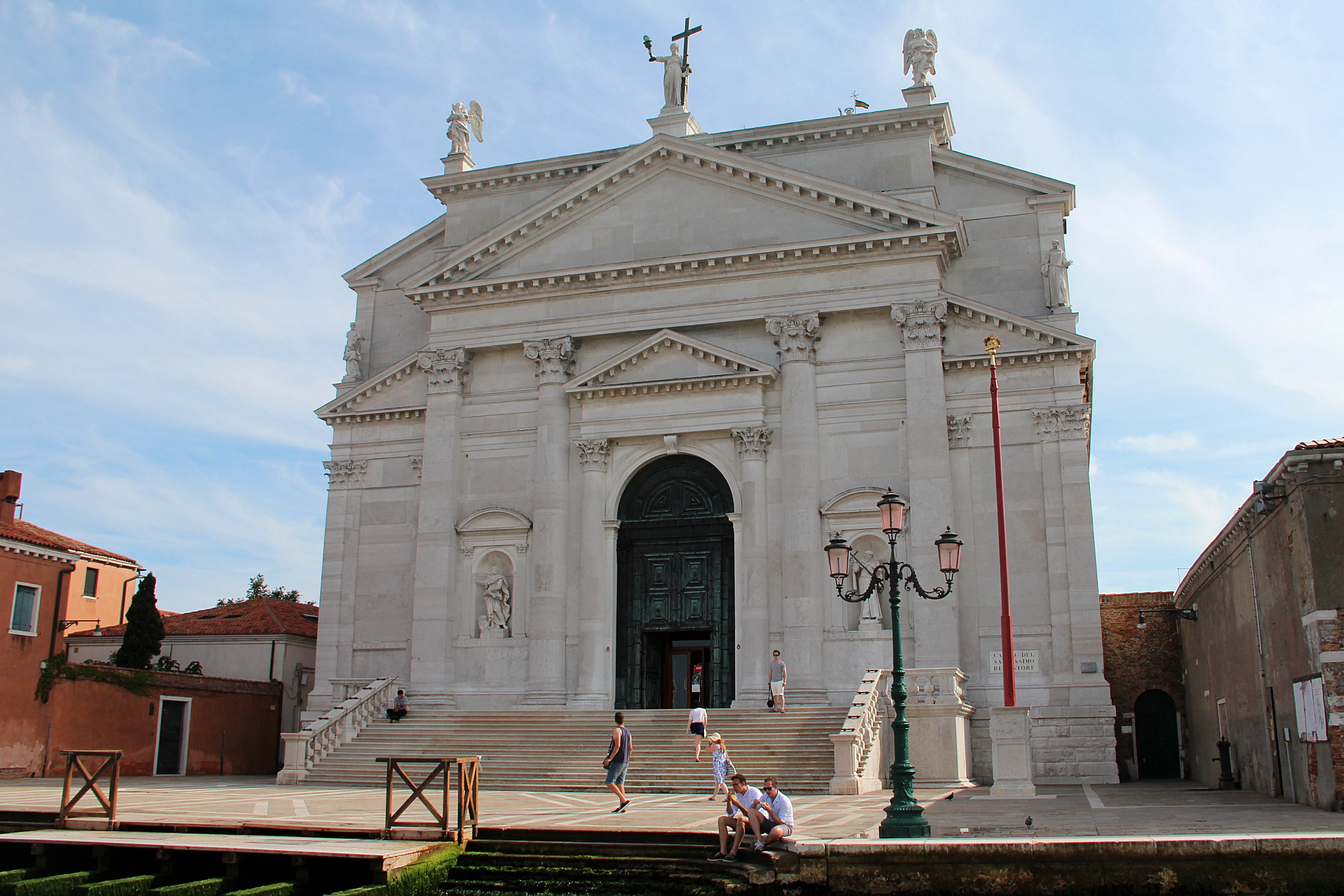
Die Fassade der Basilika vom Canal de la Guideca aus gesehen.

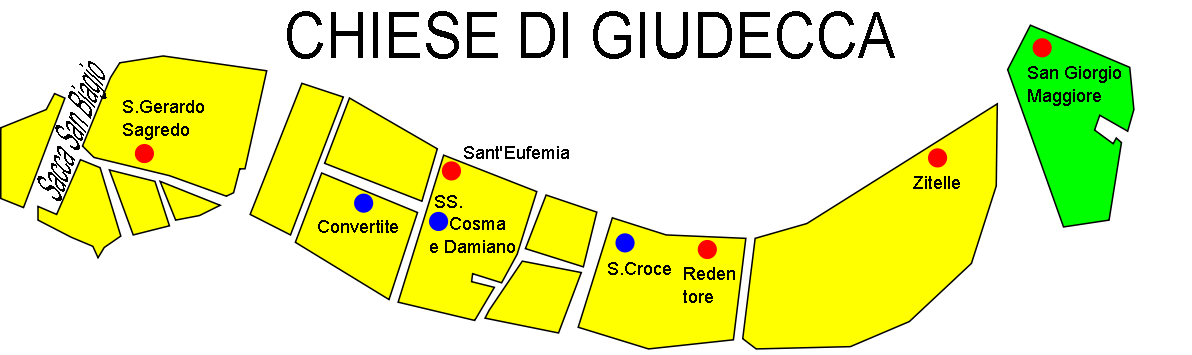
Karte der Kirchen auf der Giudecca

Il Redentore ist eine Kirche auf der Insel Giudecca in Venedig mit dem Blick über den Kanal auf die Piazzetta. Sie ist neben Santa Maria della Salute eine der beiden Votivkirchen Venedigs, die von der Signoria zur Errettung von der Pest gestiftet worden sind. Sie ist gleichzeitig Klosterkirche des angegliederten Kapuzinerklosters. Jedes Jahr wird am 3. Sonntag im Juli das Redentore-Fest gefeiert.

## Geschichte
Am 4. September 1576 gelobte der Senat von Venedig den Bau einer Kirche zu Ehren des Erlösers (it. Il Redentore), wenn die Stadt von der Pest erlöst würde, an der etwa ein Viertel der damaligen Bevölkerung Venedigs, fast 50.000 Menschen, starben. Im selben Jahr entwarf Andrea Palladio, der zu dieser Zeit mit der Errichtung von San Giorgio Maggiore befasst war, die Baupläne. Am 3. Mai 1577 wurde der Grundstein gelegt und am 21. Mai desselben Jahres fand die erste feierliche Prozession über eine Schiffsbrücke, die von der Piazzetta aus über den Canal della Giudecca geschlagen wurde, zu dem provisorisch eingerichteten Altar auf der Baustelle statt. Im Sommer desselben Jahres war die Pest aus der Stadt verschwunden.
Ab 1580, dem Todesjahr Palladios, wurde der Bau unter Antonio da Ponte weitergeführt und 1592 eingeweiht.
Der berühmte Vedutenmaler Giovanni Antonio Canal malte die Kirche Il Redentore circa 1747–1755 in Öl.

## Redentore-Fest
Zum Dank für das Verschwinden der Pest wird seither jedes Jahr das Redentore-Fest gefeiert. Eröffnet wird es mit einem einstündigen Feuerwerk um 0:00 in der Nacht von Samstag zu Sonntag, welches professionell inszeniert wird und einen großen Andrang hat. Am Sonntag geht man über die provisorisch vom Militär errichtete Pontonbrücke über den sonst unüberbrückten Canale della Giudecca zur Kirche, in der der Patriarch von Venedig die Stadt segnet. Ebenso finden Regatten mit typisch venezianischen Booten statt.

## Architektur

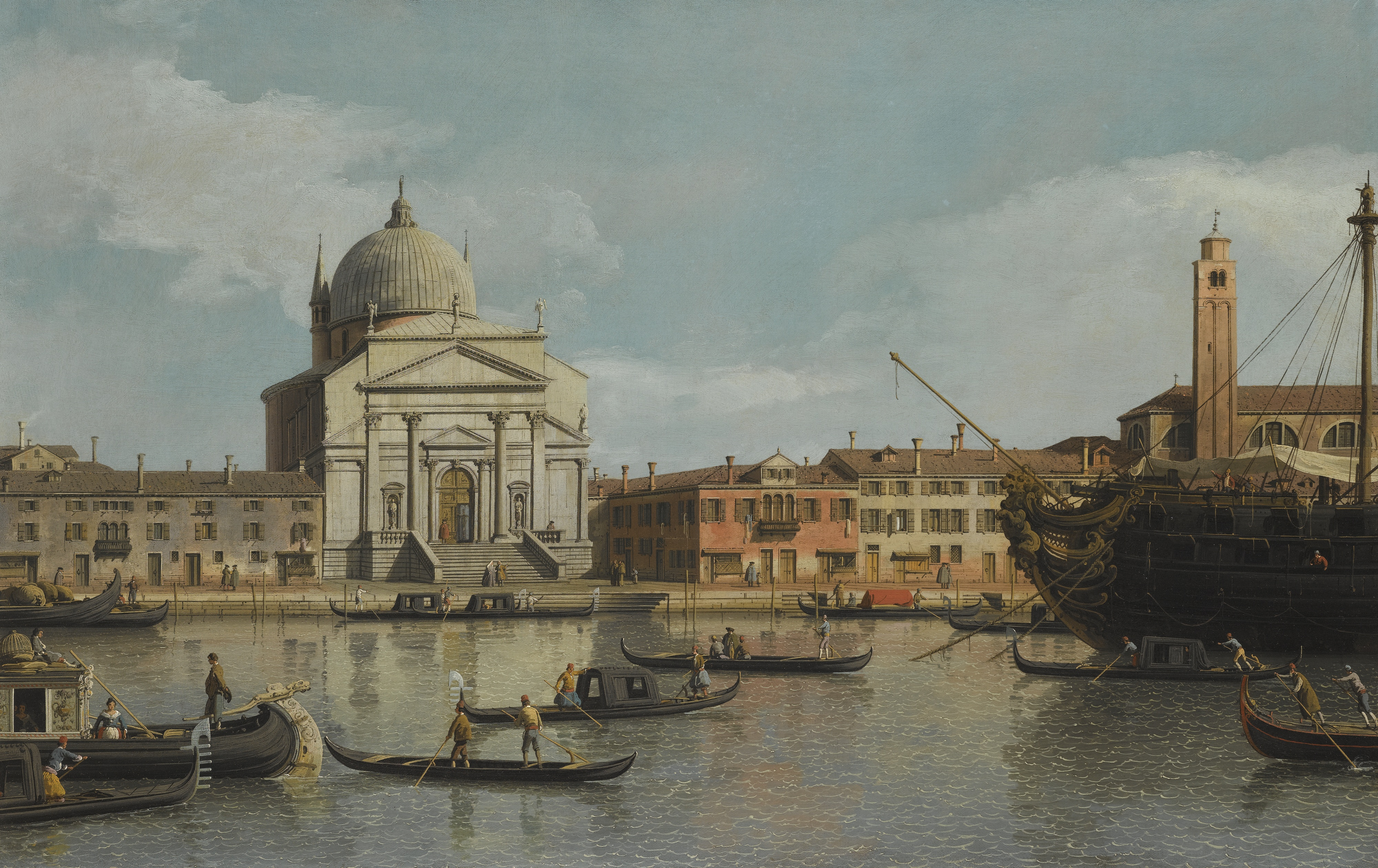
Ölgemälde von Giovanni Antonio Canal

Von den beiden Entwürfen, die Palladio der Signoria vorlegte, wurde der für einen Zentralbau verworfen, und der Plan eines Longitudinalbaus, der den Vorgaben des Konzils von Trient für einen funktionierenden Kirchenraum besser entsprach, angenommen.
Das Konzept von Fassade, Überkuppelung und Ausrichtung der Kirche berücksichtigt die gemeinsame Fernwirkung mit der benachbarten Kirche San Giorgio Maggiore, die zur Zeit der Planung des Redentore noch im Bau war.
Auch bei dieser Kirche hat Palladio für die Gestaltung der Fassade zu einer Kolossalordnung gegriffen und auch diesmal hat er das Vorbild eines antiken Tempels aufgenommen. Aber die Kolossalordnung der Redentore ist eingeschossig und wird von einem Dreiecksmotiv nach oben abgeschlossen, was zu einer größeren Leichtigkeit geführt hat als bei der massiveren Fassade von San Giorgio Maggiore.
Raffiniert ist auch, dass bei direkter Sicht von vorne die Frontseite des Langhausdaches dieselbe Dreiecksform annimmt wie an der Fassade, so dass hier eine besonders geschickte Staffelung der Formen nach oben und auch zur Seite vorliegt, jeweils in der Tiefe nach hinten versetzt. Insgesamt haben wir hier eigentlich drei Tempelfassaden ineinander verschachtelt vor uns. Die erste umrahmt den Eingang mit zwei Säulen und einer kleinen Dreiecksbekrönung. Die zweite umschließt diese Keimform als eigentliche Fassade mit einem großen Dreieck auf vier Säulen – zwei runde innen, zwei rechteckige außen.
Und die dritte lässt sich verstehen – bei direkter Sicht von vorne – als eine Art virtuelle Wiederholung dieser Grundform über mehrere Raumebenen hinweg. Die Vorderseite des Langhausdaches wird als Dreiecksform im Rücksprung verlängert durch die seitlichen angeschnittenen Dreiecke, wodurch sich eine virtuelle Dreiecksform auf mehreren Ebenen ergibt, die das große Frontdreieck hinterschneidet. Diese schwer zu beschreibende, aber leichter zu erlebende Raum- und Phantasiestaffelung von Dreiecken macht den Reiz dieser Fassade aus, die nach oben durch eine gewaltige Kuppel mit begleitenden Türmchen in vollendeter Harmonie abgeschlossen wird.

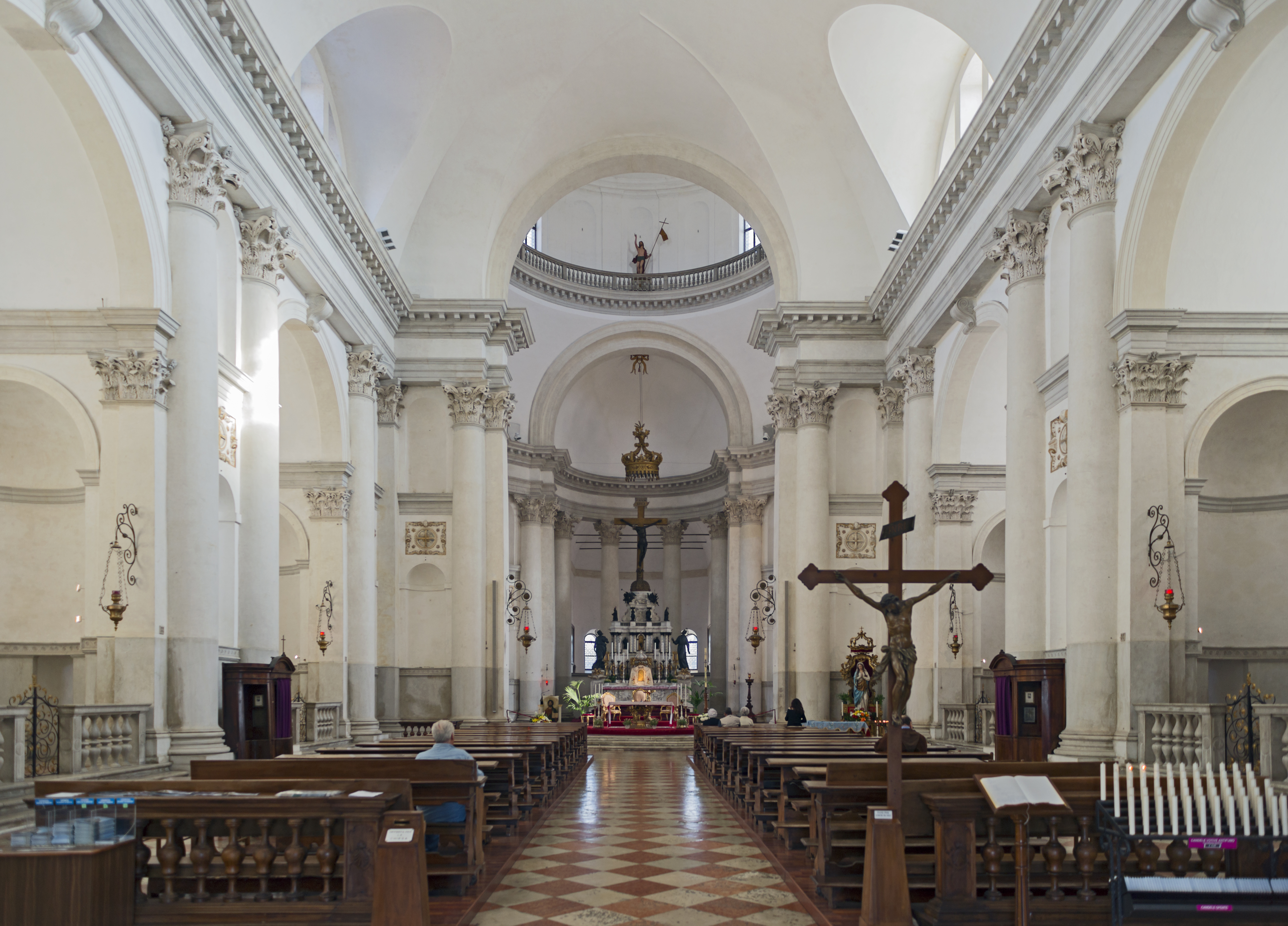
Blick auf die Vierung

Die Kirche ist keine Basilika, sondern ein langgestreckter Saal, der auf jeder Längsseite von drei Kapellen begleitet wird. Die Vierung, die von der großen Kuppel überwölbt wird, wird von drei im Grundriss gleich großen Konchen geschlossen. Dadurch wird in der Vierung der Eindruck eines Zentralbaus mit einem verlängerten westlichen Arm, dem Langhaus, erzeugt. Die östliche Konche wird durch eine Säulenstellung gebildet, die den Hochaltarraum abschließt und gleichzeitig den Raum zu dem folgenden Mönchschor öffnet.
Palladios Architektur des Redentore – die Kombination von Zentralbau und Longitudinalbau – gilt als vollkommene Lösung in der Baugeschichte des 16. Jahrhunderts: Ein von Theoretikern und Architekten der Zeit als Idealform einer Kirche angesehener Zentralbau, der in die vollkommene Form des Kreises eingeschrieben werden kann, wird verbunden mit einem Longitudinalbau, der alle für liturgische Zwecke geforderten Bedingungen erfüllt: Ausrichtung der Gemeinde auf den Altarraum, Prozessionswege, getrennter Raum für die Mönche sowie die klare Trennung von Gemeinderaum und Raum für den Klerus allein durch die Architektur, wie im Konzil von Trient gefordert.